# 美女と野獣 (ディズニーソング)
「美女と野獣」（英: Beauty and the Beast）は1991年のディズニーアニメ映画『美女と野獣』の楽曲で、ハワード・アッシュマンとアラン・メンケンによって書き下ろされた。劇中ではこの曲はベルと野獣のテーマ曲として効果的に使用されている。歌詞もすれ違う2人の発展途上の友情を表現し、またその感情が恋愛感情に発展する可能性を暗示している。劇中ではイギリス人女優で歌手のアンジェラ・ランズベリーが歌唱している が、シングルとしてはカナダ人歌手セリーヌ・ディオンとアメリカ人歌手ピーボ・ブライソンのデュエット曲として発売された。

## 概要
プロデュースはアメリカの音楽プロデューサーでソングライターのウォルター・アファナシエフ。ディオンとブライソンのバージョンは映画のエンドロールで流され、ディオンのセルフタイトルアルバムである『セリーヌ・ディオン』と映画のサウンドトラックに収録された。また、サウンドトラックにランズベリーのバージョンも収録されている。
映画のヒットに合わせて、この曲も世界中で商業的な大成功を収め、ビルボードホット100ではトップ10にまで上昇し、ディオンとブライソンにとってアメリカで2回目のトップ10入りとなった。
1992年3月30日には第64回アカデミー賞歌曲賞を受賞。ディズニーソングとしては1989年に『リトル・マーメイド』より「アンダー・ザ・シー」でハワード・アッシュマン、アラン・メンケンのチームが受賞して以来、1995年に『ポカホンタス』より「カラー・オブ・ザ・ウィンド」でメンケンとスティーヴン・シュワルツが受賞するまでアカデミー賞を連続受賞しているが、「ビューティー・アンド・ザ・ビースト〜美女と野獣」はその2作目あたる。
- 調（転調あり）：ヘ長調（F）→ニ長調（D）→ト長調（G）→ホ長調（E）

## 歌手
劇中ではポット夫人演じるアンジェラ・ランズベリーが歌唱しており、ベルと野獣が城でダンスをする場面で使用されている。映画のラストシーンでは合唱バージョンが使用され、曲の終わりとともに華やかに幕を閉じる。前者の日本語吹き替え版は歌手のポプラが担当している（原語版と異なり歌唱部分のみの担当。ポット夫人の吹き替え自体は福田公子が担当している）。そしてセリーヌ・ディオンとピーボ・ブライソンのバージョンは映画のエンドロールで使用され、このバージョンがセリーヌ・ディオンのセルフタイトルアルバム（1992年）に収録されている。ミュージック・ビデオはドミニク・オーランドの監督によって撮影され、1992年1月に公開された。また、この曲はそのアルバム以外にもセリーヌ・ディオンのいずれもベストアルバム『ザ・ベリー・ベスト』（1999年）と『マイ・ラヴ：エッセンシャル・コレクション』（2008年）にも収録されている。
第64回アカデミー賞授賞式の檀上では、映画に関わったランズベリー、ディオン、ブライソン3人全員での歌唱が実現した。そのうちディオンとブライソンのライブパフォーマンスは1993年のグラミー賞授賞式やフォー・アワ・チルドレン・コンサートでも実現している。
1994年にはミュージカル『美女と野獣』内で自身も出演するベス・ファウラーが歌唱したバージョンが使用された。
1998年にはディズニー・アニマル・キングダムとディズニー・カリフォルニア・アドベンチャーで上映の3D映画『It's Tough to Be a Bug!』内で、「Beauty and the Bees」と題したハチ達が歌うバージョンが使用されている。
ゲーム『キングダム ハーツII』内ではこの曲のショートアレンジメントが流れる。
2002年、Jump5がアルバム『ディズニーマニア』でカバー。
2005年、ジュリー・アンドリュースがコンピレーションアルバム『ジュリー・アンドリュース・セレクト・ハー・フェイヴァリット・ディズニー・ソング』の一曲に選曲。
2007年、シンディ・ローパーが自身のアルバム『シンディ・ローパー・ザ・ディズニー・クラシック・ソング・Vol2』でカバー。
2009年、BRIGHTがコンピレーションアルバム『ディズニー・ドリーム・ポップ 〜トリビュート・トゥ・東京ディズニーリゾート 25thアニバーサリー』でカバー。
2010年、ジョーダン・スパークスがカバー。
2011年、河村隆一がコンピレーションアルバム『V-ROCK Disney』内で日本語でカバー。
その他にも、シェール／ジェフリー・オズボーン、ジェームス・イングラム／ブリトニー・スピアーズ、H&クレア、クリスティーナ・アギレラ／ルーサー・ヴァンドロス、リンダ・ロンシュタット／バリー・マニロウ、スティング／エリカ・バドゥ、リチャード・マークス／シャナイア・トゥエイン、フィル・コリンズ／レジーナ・ベル、エイミー・ジョー・ジョンソン／R・ケリー、ナナ・ムスクーリ／ハリー・ベラフォンテ、マイケル・ジャクソン／ホイットニー・ヒューストンといった様々なアーティストによってカバーされている。
2017年には、劇場アニメの実写版の『美女と野獣』で、アリアナ・グランデとジョン・レジェンドによる同楽曲が主題歌となっている。

## その他アレンジ
四季劇場［夏］の最寄り駅であったりんかい線大井町駅にて、『美女と野獣』のミュージカルを上演していた2011年6月11日から2013年1月27日までの期間において『Be Our Guest』と共に発車メロディとして使用されていた。

## 評価
チャート成績は世界中で好成績を収め、ディオンにとって初の国際的ヒットとなった。アメリカでは9位（シングルセールス部門8位、有線部門で17位）、カナダ、ニュージーランド、イギリスでもトップ10入りを果たした。また、アメリカでは50万枚以上を売り上げゴールドに、日本でも10万枚以上を売り上げプラチナに認定された。その好売上が影響し、『美女と野獣 オリジナル・サウンドトラック』もアメリカ国内で300万枚以上を売り上げトリプルプラチナに認定されている。

## 賞
この曲は1992年にまずアカデミー歌曲賞及びゴールデングローブ賞 主題歌賞を受賞。この2つの賞の受賞はどちらも作詞・作曲者のメンケンとアッシュマン（他界後）のコンビにとって、1989年のディズニー映画『リトル・マーメイド』の挿入歌「アンダー・ザ・シー」以来2度目の受賞となった。1993年には2つのグラミー賞（映画／テレビ歌曲賞、デュオ／グループボーカル・ベストパフォーマンス賞）を受賞。また、グラミー賞においてはその他主要な2賞（最優秀レコード賞、最優秀楽曲賞）にもノミネートされている。カナダではジュノー賞年間最優秀シングル賞も受賞した。

## 収録曲
世界版CDシングル
1. 「ビューティ・アンド・ザ・ビースト〜美女と野獣」 – 4:04
2. 「ザ・ビースト・レッツ・ベル・ゴー」（インストロメンタル） – 2:19

カナダ版CDマキシシングル
1. 「ビューティ・アンド・ザ・ビースト〜美女と野獣」 – 4:04
2. 「ザ・ビースト・レッツ・ベル・ゴー」（インストロメンタル） – 2:19
3. 「響きわたる言葉」 – 3:56
4. 「デリヴァ・モア」（ライヴ） – 4:19

## 公式編曲版
1. 「ビューティ・アンド・ザ・ビースト〜美女と野獣」（ラジオエディット） – 3:33
2. 「ビューティ・アンド・ザ・ビースト〜美女と野獣」（アルバムバージョン） – 4:04

## チャート・認定
| チャート（1991年）                                       | 最高位 |
| -------------------------------------------------------- | ------ |
| カナダ・レコード小売シングルチャート                     | 2      |
| カナダ・レコードコンテンポラリーヒットラジオチャート     | 21     |
| カナダRPMトップシングル                                  | 23     |
| カナダRPMアダルトコンテンポラリー                        | 1      |
| アメリカビルボードホット100                              | 9      |
| アメリカビルボードホットアダルトコンテンポラリートラック | 3      |
| チャート（1992年）                                       | 最高位 |
| オーストラリア・シングルチャート                         | 17     |
| ベルギー・シングルチャート                               | 25     |
| オランダ・シングルチャート                               | 18     |
| アイルランド・シングルチャート                           | 12     |
| 日本・シングルチャート                                   | 67     |
| ニュージーランド・シングルチャート                       | 8      |
| 全英シングルチャート                                     | 9      |

| チャート（1992年）            | 順位 |
| ----------------------------- | ---- |
| アメリカ・ビルボードホット100 | 64   |

| 国       | 認定     |
| -------- | -------- |
| 日本     | プラチナ |
| アメリカ | ゴールド |